# Pablo Zalba Bidegain

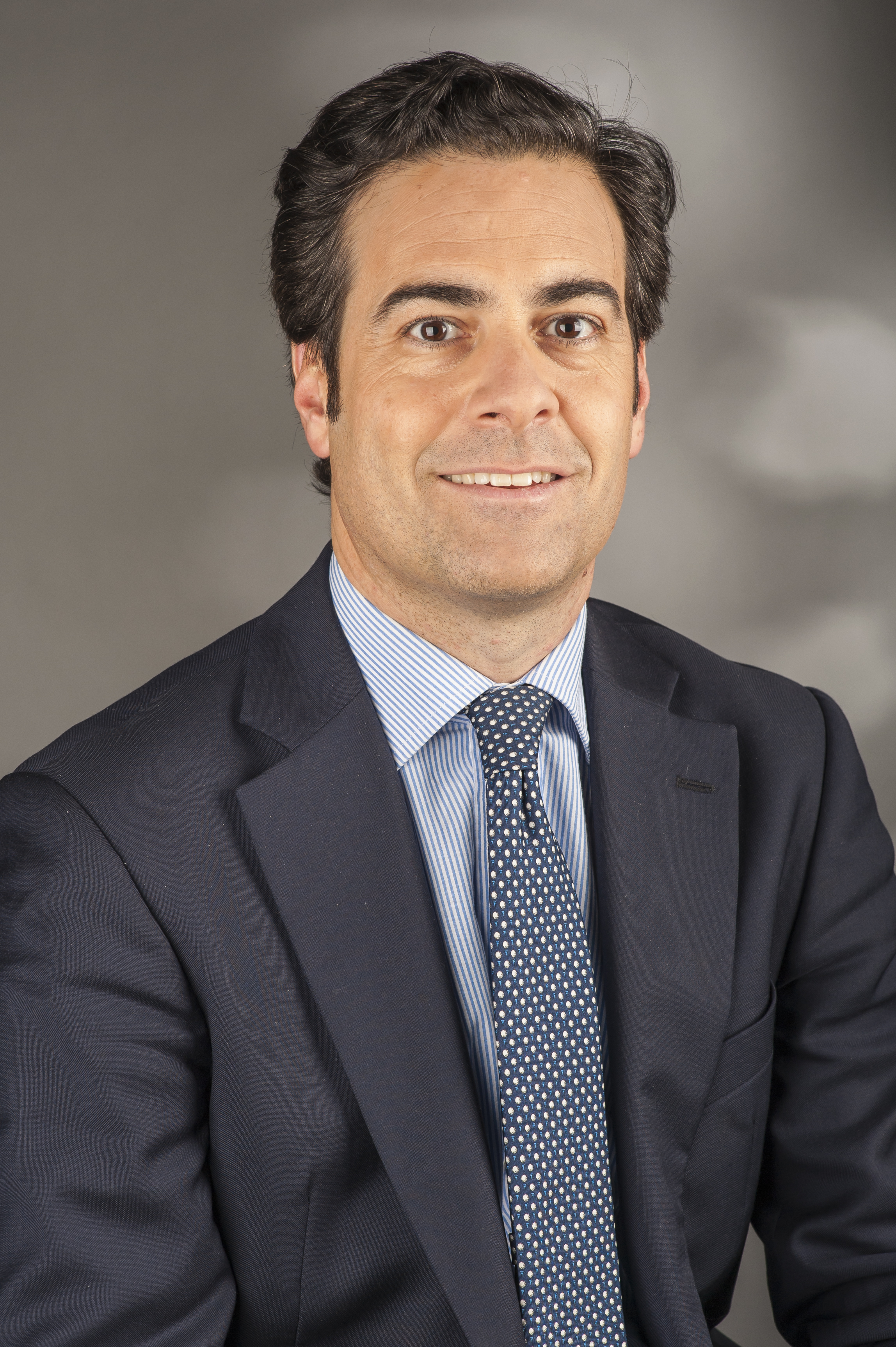
Pablo Zalba Bidegain 2014

Pablo Zalba Bidegain (* 28. Januar 1975 in Pamplona) ist ein spanischer Politiker der Partido Popular.

## Leben
Von 1993 bis 1997 studierte Bidegain Verwaltung und Wirtschaftslehre an der Universität Navarra. Von 1998 bis 2004 war er in Pamplona und Madrid für das Unternehmen Arcelor Mittal tätig. Bidegain ist seit 2009 Abgeordneter im Europäischen Parlament.